# Lista odcinków serialu Cudzoziemianie
Poniżej znajduje się lista odcinków serialu telewizyjnego Cudzoziemianie – emitowanego przez amerykańską stację kablową TBS od 31 października 2016 roku. W Polsce serial jest emitowany od 16 czerwca 2017 roku przez Comedy Central.
| Sezon | Sezon | Odcinki | Oryginalna emisja TBS | Oryginalna emisja TBS | Oryginalna emisja Comedy Central | Oryginalna emisja Comedy Central | Oryginalna emisja Comedy Central |
| Sezon | Sezon | Odcinki | Premiera sezonu       | Finał sezonu          | Premiera sezonu                  | Finał sezonu                     |                                  |
| ----- | ----- | ------- | --------------------- | --------------------- | -------------------------------- | -------------------------------- | -------------------------------- |
|       | 1     | 10      | 31 października 2016  | 19 grudnia 2016       | 16 czerwca 2017                  | 14 lipca 2017                    |                                  |
|       | 2     | 10      | 24 lipca 2017         | 25 września 2017      | 7 lipca 2018                     | 4 sierpnia 2018                  |                                  |

## Sezon 1 (2016)
| Nr | #  | Tytuł                    | Reżyseria      | Scenariusz                 | Premiera TBS         | Premiera Comedy Central |
| -- | -- | ------------------------ | -------------- | -------------------------- | -------------------- | ----------------------- |
| 1  | 1  | Pilot                    | Greg Daniels   | David Jenkins              | 31 października 2016 | 16 czerwca 2017         |
| 2  | 2  | Sponsored By             | Andrew Gaynord | David Jenkins              | 31 października 2016 | 16 czerwca 2017         |
| 3  | 3  | Acceptance               | Andrew Gaynord | Brigitte Munoz-Liebowitz   | 7 listopada 2016     | 23 czerwca 2017         |
| 4  | 4  | Past, Present and Future | Ian Fitzgibbon | Emily Heller               | 14 listopada 2016    | 23 czerwca 2017         |
| 5  | 5  | Unexplained              | Ian Fitzgibbon | Alyssa Lane, Alex Sherman  | 21 listopada 2016    | 30 czerwca 2017         |
| 6  | 6  | Significant Other        | Shaka King     | Charla Lauriston           | 28 listopada 2016    | 30 czerwca 2017         |
| 7  | 7  | Last Day on Earth        | Shaka King     | Norm Hiscock               | 5 grudnia 2016       | 7 lipca 2017            |
| 8  | 8  | Mars or Bust             | Rodman Flender | David Jenkins              | 12 grudnia 2016      | 7 lipca 2017            |
| 9  | 9  | Lost and Found           | Rodman Flender | Nick Adams                 | 19 grudnia 2016      | 14 lipca 2017           |
| 10 | 10 | Snake Man and Little Guy | Greg Daniels   | Alyssa Lane & Alex Sherman | 19 grudnia 2016      | 14 lipca 2017           |

## Sezon 2 (2017)
| Nr | #  | Tytuł                   | Reżyseria        | Scenariusz                   | Premiera TBS     | Premiera Comedy Central |
| -- | -- | ----------------------- | ---------------- | ---------------------------- | ---------------- | ----------------------- |
| 11 | 1  | New Beginnings          | Ian Fitzgibbon   | David Jenkins                | 24 lipca 2017    | 7 lipca 2018            |
| 12 | 2  | Uneasy Alliance         | Ian Fitzgibbon   | David Jenkins                | 31 lipca 2017    | 7 lipca 2018            |
| 13 | 3  | Gerry's Return          | Ian Fitzgibbon   | Aaron Shure                  | 7 sierpnia 2017  | 14 lipca 2018           |
| 14 | 4  | Always a Day Away       | Jennifer Celotta | Charla Lauriston             | 14 sierpnia 2017 | 14 lipca 2018           |
| 15 | 5  | Why Can't We Be Friends | Jennifer Celotta | Alyssa Lane, Alex J. Sherman | 21 sierpnia 2017 | 21 lipca 2018           |
| 16 | 6  | Aftermath               | Ian Fitzgibbon   | Brigitte Liebowitz           | 28 sierpnia 2017 | 21 lipca 2018           |
| 17 | 7  | Bee Kind                | Ian Fitzgibbon   | David Jenkins                | 4 września 2017  | 28 lipca 2018           |
| 18 | 8  | Alien Experiencer Expo  | Shaka King       | Nick Adams                   | 11 września 2017 | 28 lipca 2018           |
| 19 | 9  | Truth or Dare           | Shaka King       | Samantha McIntyre            | 18 września 2017 | 4 sierpnia 2018         |
| 20 | 10 | Truth or Dare           | Shaka King       | Alyssa Lane, Alex Sherman    | 25 września 2017 | 4 sierpnia 2018         |